# Collegio di Great Yarmouth
Great Yarmouth è un collegio elettorale situato nel Norfolk, nell'Est dell'Inghilterra, e rappresentato alla Camera dei comuni del Parlamento del Regno Unito. Elegge un membro del parlamento con il sistema first-past-the-post, ossia maggioritario a turno unico; l'attuale parlamentare è Rupert Lowe, eletto con Reform UK nel 2025. Lowe è stato sospeso dal partito nel marzo 2025 per accuse di violenza fisica verso il presidente del partito Zia Yusuf; siede ora come Indipendente.

## Estensione

Great Yarmouth nel Norfolk

- 1918-1950: il County Borough di  Great Yarmouth.
- 1950-1955: il County Borough di Great Yarmouth, e i distretti rurali di Blofield e Flegg eccetto le parrocchie civili di Great and Little Plumstead, Postwick e Thorpe-next-Norwich.
- 1955-1974: come nel 1950, ma con estensione modificata
- 1974-1983: il County Borough di Great Yarmouth, e il distretto rurale di Blofield and Flegg.
- dal 1983: il Borough di Great Yarmouth.

Il collegio comprende l'area circostante Great Yarmouth nel Norfolk. Nonostante la caratteristica rurale, vi è un considerevole numero di industrie nel collegio, il che rende il seggio oscillante tra i principali due partiti, conservatore e laburista.

## Membri del parlamento dal 1885
| Elezione | Elezione         | Deputato               | Partito            |
| -------- | ---------------- | ---------------------- | ------------------ |
|          | 1885             | Henry Tyler            | Conservatore       |
|          | 1892             | James Marshall Moorsom | Liberale           |
|          | 1895             | John Colomb            | Conservatore       |
| 1906     | Arthur Fell      |                        | Conservatore       |
|          | 1922             | Arthur Harbord         | Liberale           |
|          | 1924             | Frank Meyer            | Conservatore       |
|          | 1929             | Arthur Harbord         | Liberale           |
|          | 1931             | Arthur Harbord         | Liberale Nazionale |
| 1941 (S) | Percy Jewson     |                        | Liberale Nazionale |
|          | 1945             | Ernest Kinghorn        | Laburista          |
|          | 1951             | Anthony Fell           | Conservatore       |
|          | 1966             | Hugh Gray              | Laburista          |
|          | 1970             | Anthony Fell           | Conservatore       |
| 1983     | Michael Carttiss |                        | Conservatore       |
|          | 1997             | Tony Wright            | Laburista          |
|          | 2010             | Brandon Lewis          | Conservatore       |
|          | 2024             | Rupert Lowe            | Reform UK          |
|          | 2025             | Rupert Lowe            | Indipendente       |

## Elezioni

### Elezioni negli anni 2020
| Partito                    | Partito                                           | Candidato                  | Risultati 4 luglio 2024 | Risultati 4 luglio 2024 |
| Partito                    | Partito                                           | Candidato                  | Voti                    | %                       |
| -------------------------- | ------------------------------------------------- | -------------------------- | ----------------------- | ----------------------- |
|                            | Reform UK                                         | Rupert Lowe                | 14 385                  | 35,30                   |
|                            | Laburista                                         | Keir Cozens                | 12 959                  | 31,80                   |
|                            | Conservatore                                      | James Clark                | 10 034                  | 24,62                   |
|                            | Verdi                                             | Trevor Rawson              | 1 736                   | 4,26                    |
|                            | Lib Dem                                           | Fionna Tod                 | 1 102                   | 2,70                    |
|                            | Indipendente                                      | Paul Brown                 | 230                     | 0,56                    |
|                            | Democratici Inglesi                               | Catherine Blaiklock        | 171                     | 0,42                    |
|                            | Indipendente                                      | Clare Roullier             | 131                     | 0,32                    |
|                            |                                                   |                            |                         |                         |
| Iscritti                   | Iscritti                                          | Iscritti                   | 73 317                  | 100,00                  |
| ↳ Votanti (% su iscritti)  | ↳ Votanti (% su iscritti)                         | ↳ Votanti (% su iscritti)  | 40 748                  | 55,58                   |
| ↳ Astenuti (% su iscritti) | ↳ Astenuti (% su iscritti)                        | ↳ Astenuti (% su iscritti) | 32 569                  | 44,42                   |
|                            |                                                   |                            |                         |                         |
|                            | Esito: collegio passa da Conservatore a Reform UK |                            |                         |                         |

### Elezioni negli anni 2010
| Partito                    | Partito                                   | Candidato                  | Risultati 12 dicembre 2019 | Risultati 12 dicembre 2019 |
| Partito                    | Partito                                   | Candidato                  | Voti                       | %                          |
| -------------------------- | ----------------------------------------- | -------------------------- | -------------------------- | -------------------------- |
|                            | Conservatore                              | Brandon Lewis              | 28 593                     | 65,79                      |
|                            | Laburista Co-Op                           | Mike Smith-Clare           | 10 930                     | 25,15                      |
|                            | Lib Dem                                   | James Joyce                | 1 661                      | 3,82                       |
|                            | Verdi                                     | Anne Killett               | 1 064                      | 2,45                       |
|                            | Veterans and People's                     | Dave Harding               | 631                        | 1,45                       |
|                            | Indipendente                              | Adrian Myers               | 429                        | 0,99                       |
|                            | Indipendente                              | Margaret McMahon-Morris    | 154                        | 0,35                       |
|                            |                                           |                            |                            |                            |
| Iscritti                   | Iscritti                                  | Iscritti                   | 71 957                     | 100,00                     |
| ↳ Votanti (% su iscritti)  | ↳ Votanti (% su iscritti)                 | ↳ Votanti (% su iscritti)  | 43 462                     | 60,40                      |
| ↳ Astenuti (% su iscritti) | ↳ Astenuti (% su iscritti)                | ↳ Astenuti (% su iscritti) | 28 495                     | 39,60                      |
|                            |                                           |                            |                            |                            |
|                            | Esito: collegio confermato a Conservatore |                            |                            |                            |

| Partito                    | Partito                                   | Candidato                  | Risultati 8 giugno 2017 | Risultati 8 giugno 2017 |
| Partito                    | Partito                                   | Candidato                  | Voti                    | %                       |
| -------------------------- | ----------------------------------------- | -------------------------- | ----------------------- | ----------------------- |
|                            | Conservatore                              | Brandon Lewis              | 23 901                  | 54,14                   |
|                            | Laburista                                 | Mike Smith-Clare           | 15 928                  | 36,08                   |
|                            | UKIP                                      | Catherine Blaiklock        | 2 767                   | 6,27                    |
|                            | Lib Dem                                   | James Joyce                | 987                     | 2,24                    |
|                            | Verdi                                     | Harry Webb                 | 563                     | 1,28                    |
|                            |                                           |                            |                         |                         |
| Iscritti                   | Iscritti                                  | Iscritti                   | 71 415                  | 100,00                  |
| ↳ Votanti (% su iscritti)  | ↳ Votanti (% su iscritti)                 | ↳ Votanti (% su iscritti)  | 44 349                  | 62,10                   |
| ↳ Astenuti (% su iscritti) | ↳ Astenuti (% su iscritti)                | ↳ Astenuti (% su iscritti) | 27 066                  | 37,90                   |
|                            |                                           |                            |                         |                         |
|                            | Esito: collegio confermato a Conservatore |                            |                         |                         |

| Partito                    | Partito                                   | Candidato                  | Risultati 7 maggio 2015 | Risultati 7 maggio 2015 |
| Partito                    | Partito                                   | Candidato                  | Voti                    | %                       |
| -------------------------- | ----------------------------------------- | -------------------------- | ----------------------- | ----------------------- |
|                            | Conservatore                              | Brandon Lewis              | 19 089                  | 42,93                   |
|                            | Laburista                                 | Lara Norris                | 12 935                  | 29,09                   |
|                            | UKIP                                      | Alan Grey                  | 10 270                  | 23,09                   |
|                            | Lib Dem                                   | James Joyce                | 1 030                   | 2,32                    |
|                            | Verdi                                     | Harry Webb                 | 978                     | 2,20                    |
|                            | CISTA                                     | Samuel Townley             | 167                     | 0,38                    |
|                            |                                           |                            |                         |                         |
| Iscritti                   | Iscritti                                  | Iscritti                   | 69 810                  | 100,00                  |
| ↳ Votanti (% su iscritti)  | ↳ Votanti (% su iscritti)                 | ↳ Votanti (% su iscritti)  | 44 469                  | 63,70                   |
| ↳ Astenuti (% su iscritti) | ↳ Astenuti (% su iscritti)                | ↳ Astenuti (% su iscritti) | 25 341                  | 36,30                   |
|                            |                                           |                            |                         |                         |
|                            | Esito: collegio confermato a Conservatore |                            |                         |                         |

| Partito                    | Partito                                           | Candidato                  | Risultati 6 maggio 2010 | Risultati 6 maggio 2010 |
| Partito                    | Partito                                           | Candidato                  | Voti                    | %                       |
| -------------------------- | ------------------------------------------------- | -------------------------- | ----------------------- | ----------------------- |
|                            | Conservatore                                      | Brandon Lewis              | 18 571                  | 43,13                   |
|                            | Laburista                                         | Tony Wright                | 14 295                  | 33,20                   |
|                            | Lib Dem                                           | Simon Partridge            | 6 188                   | 14,37                   |
|                            | UKIP                                              | Alan Baugh                 | 2 066                   | 4,80                    |
|                            | BNP                                               | Bosco Tann                 | 1 421                   | 3,30                    |
|                            | Verdi                                             | Laura Biggart              | 416                     | 0,97                    |
|                            | Indipendente                                      | Margaret McMahon-Morris    | 100                     | 0,23                    |
|                            |                                                   |                            |                         |                         |
| Iscritti                   | Iscritti                                          | Iscritti                   | 70 354                  | 100,00                  |
| ↳ Votanti (% su iscritti)  | ↳ Votanti (% su iscritti)                         | ↳ Votanti (% su iscritti)  | 43 057                  | 61,20                   |
| ↳ Astenuti (% su iscritti) | ↳ Astenuti (% su iscritti)                        | ↳ Astenuti (% su iscritti) | 27 297                  | 38,80                   |
|                            |                                                   |                            |                         |                         |
|                            | Esito: collegio passa da Laburista a Conservatore |                            |                         |                         |

### Elezioni negli anni 2000
| Partito                    | Partito                                | Candidato                  | Risultati 5 maggio 2005 | Risultati 5 maggio 2005 |
| Partito                    | Partito                                | Candidato                  | Voti                    | %                       |
| -------------------------- | -------------------------------------- | -------------------------- | ----------------------- | ----------------------- |
|                            | Laburista                              | Tony Wright                | 18 850                  | 45,56                   |
|                            | Conservatore                           | Mark Fox                   | 15 795                  | 38,17                   |
|                            | Lib Dem                                | Stephen Newton             | 4 585                   | 11,08                   |
|                            | UKIP                                   | Bertie Poole               | 1 759                   | 4,25                    |
|                            | Legalise Cannabis                      | Michael Skipper            | 389                     | 0,94                    |
|                            |                                        |                            |                         |                         |
| Iscritti                   | Iscritti                               | Iscritti                   | 68 848                  | 100,00                  |
| ↳ Votanti (% su iscritti)  | ↳ Votanti (% su iscritti)              | ↳ Votanti (% su iscritti)  | 41 378                  | 60,10                   |
| ↳ Astenuti (% su iscritti) | ↳ Astenuti (% su iscritti)             | ↳ Astenuti (% su iscritti) | 27 470                  | 39,90                   |
|                            |                                        |                            |                         |                         |
|                            | Esito: collegio confermato a Laburista |                            |                         |                         |

| Partito                    | Partito                                | Candidato                  | Risultati 7 giugno 2001 | Risultati 7 giugno 2001 |
| Partito                    | Partito                                | Candidato                  | Voti                    | %                       |
| -------------------------- | -------------------------------------- | -------------------------- | ----------------------- | ----------------------- |
|                            | Laburista                              | Tony Wright                | 20 344                  | 50,40                   |
|                            | Conservatore                           | Charles Reynolds           | 15 780                  | 39,09                   |
|                            | Lib Dem                                | Maurice Leeke              | 3 392                   | 8,40                    |
|                            | UKIP                                   | Bertie Poole               | 850                     | 2,11                    |
|                            |                                        |                            |                         |                         |
| Iscritti                   | Iscritti                               | Iscritti                   | 69 238                  | 100,00                  |
| ↳ Votanti (% su iscritti)  | ↳ Votanti (% su iscritti)              | ↳ Votanti (% su iscritti)  | 40 366                  | 58,30                   |
| ↳ Astenuti (% su iscritti) | ↳ Astenuti (% su iscritti)             | ↳ Astenuti (% su iscritti) | 28 872                  | 41,70                   |
|                            |                                        |                            |                         |                         |
|                            | Esito: collegio confermato a Laburista |                            |                         |                         |

## Risultati dei referendum

### Referendum sulla permanenza del Regno Unito nell'Unione europea del 2016
|             | Collegio       | Lasciare UE % | Rimanere in UE % |
| ----------- | -------------- | ------------- | ---------------- |
|             | Great Yarmouth | 71,5%         | 28,5%            |
| Inghilterra | 53,3%          | 46,7%         |                  |
| Regno Unito | 51,9%          | 48,1%         |                  |